# Kelmė
Kelmė város Litvániában, Szamogitia tartományban, a Kelmėi járás székhelye. Népessége 8245 fő volt 2017-ben.

## Történelem
Kelmė város neve a Litván Kelmynés szóból eredhet, melynek jelentése "Rögös hely", a várost körülvevő erdős és sziklás területek miatt. 
Első említése 1416-ból származik, ekkor épült meg az első templom. Városi rangot 1947-ben kapott.
Az 1897-es népszámlálás szerint a 3910 lakóból, majdnem 70%, 2710 fő zsidónak vallotta magát. Nagy részük a városban élő kereskedő volt.
A legtöbb a városban vagy környékén élő zsidó az 1941. július 29-én végrehajtott tömeges kivégzés áldozata lett; augusztus 22-én egy második tömeges kivégzésre is sor került. Október 2-án továbbá kelmėi és vaiguvai zsidókat végeztek ki Žagarėben. A kivégzéseket litván nácik, polgárőrök és német katonák hajtották végre.
A kivégzéseknek 1250-1300 áldozata volt.

## Testvérvárosok
- Biłgoraj, Lengyelország
- Hódmezővásárhely, Magyarország
- Egerszalók, Magyarország

## Fordítás
Ez a szócikk részben vagy egészben  a   Kelmė című angol Wikipédia-szócikk ezen változatának fordításán alapul.  Az eredeti cikk szerkesztőit annak laptörténete sorolja fel. Ez a jelzés csupán a megfogalmazás eredetét és a szerzői jogokat jelzi, nem szolgál a cikkben szereplő információk forrásmegjelöléseként.